# Jörg Bergmeister
Jörg Bergmeister est un pilote automobile allemand né le 13 février 1976 à Leverkusen.

## Carrière
- Champion de Formule König en 1993
- Vice-champion de Formule Opel allemande en 1995
- Champion de la Porsche Carrera Cup Allemagne en 2000
- Champion de Porsche Supercup en 2001
- Vainqueur des 24 Heures de Daytona en 2003
- Vainqueur des 24 Heures du Mans dans la catégorie GT en 2004
- Champion des American Le Mans Series dans la catégorie GT2 en 2005, 2006, 2008, 2009 et 2010
- Champion des Rolex Sports Car Series en 2006 avec Krohn Racing
- Vainqueur des 6 Heures de Watkins Glen en 2006 avec Boris Said et le Krohn Racing
- Vainqueur des 24 Heures de Spa en 2010

## Résultats aux 24 Heures du Mans
| Année | Voiture                   | Équipe                                        | Équipiers                           | Résultat                            |
| ----- | ------------------------- | --------------------------------------------- | ----------------------------------- | ----------------------------------- |
| 2002  | Porsche 911 GT3-RS        | Freisinger Motorsport                         | Romain Dumas / Sascha Maassen       | 17e                                 |
| 2003  | Porsche 911 GT3-RS        | The Racer's Group                             | Kevin Buckler / Timo Bernhard       | 20e                                 |
| 2004  | Porsche 911 GT3-RS        | White Lightning Racing                        | Patrick Long / Sascha Maassen       | 10e et vainqueur de la catégorie GT |
| 2005  | Porsche 911 GT3-RSR       | Peterson Motorsports / White Lightning Racing | Patrick Long / Timo Bernhard        | 11e                                 |
| 2006  | Porsche 911 GT3-RSR       | White Lightning Racing / Krohn Racing         | Niclas Jönsson / Tracy Krohn        | ABD.                                |
| 2007  | Porsche 911 GT3 RSR (997) | Flying Lizard Motorsports                     | Johannes van Overbeek / Seth Neiman | ABD.                                |
| 2008  | Porsche 911 GT3 RSR (997) | Flying Lizard Motorsports                     | Johannes van Overbeek / Seth Neiman | 32e                                 |
| 2009  | Porsche 911 GT3 RSR (997) | Flying Lizard Motorsports                     | Darren Law / Seth Neiman            | ABD.                                |
| 2010  | Porsche 911 GT3 RSR (997) | Flying Lizard Motorsports                     | Darren Law / Seth Neiman            | ABD.                                |
| 2011  | Porsche 911 GT3 RSR (997) | Flying Lizard Motorsports                     | Lucas Luhr / Patrick Long           | 18e                                 |
| 2012  | Porsche 911 GT3 RSR (997) | Flying Lizard Motorsports                     | Marco Holzer / Patrick Long         | ABD.                                |
| 2013  | Porsche 911 RSR (991)     | Porsche AG Team Manthey                       | Patrick Pilet / Timo Bernhard       | 16e et 2e GT Pro                    |
| 2014  | Porsche 911 RSR (991)     | Porsche Team Manthey                          | Patrick Pilet / Nick Tandy          | 36e                                 |
| 2015  | Porsche 911 RSR (991)     | Porsche Team Manthey                          | Richard Lietz / Michael Christensen | 30e                                 |
| 2016  | Porsche 911 RSR (991)     | Porsche Team Manthey                          | Frédéric Makowiecki / Earl Bamber   | ABD.                                |
| 2018  | Porsche 911 RSR           | Team Project 1                                | Patrick Lindsey / Egidio Perfetti   | 34e                                 |
| 2019  | Porsche 911 RSR           | Team Project 1                                | Patrick Lindsey / Egidio Perfetti   | 31e et vainqueur GTE Am             |